# Abablemma discipuncta
Abablemma discipuncta är en fjärilsart som beskrevs av George Francis Hampson 1910. Abablemma discipuncta ingår i släktet Abablemma och familjen nattflyn. Inga underarter finns listade i Catalogue of Life.